# Chiayi
Chiayi of Jiayi is een stad in Taiwan. De stad, die zelf een eigen stadsarrondissement vormt, wordt omsloten door het arrondissement Chiayi waar de stad geen deel van uitmaakt.
Chiayi telde in 2000 bij de volkstelling 266.126 inwoners op een oppervlakte van 60 km².